# Пицо, Мантокоане
Мантокоане Анджелина Пицо Сефоа (англ. Mantokoane Angelina Pitso Sephooa; 25 мая 1975 — 22 января 2006, Лесото) — лесотская легкоатлетка, выступавшая в беге на средние дистанции и марафонском беге. Участница летних Олимпийских игр 1992 года, серебряный призёр чемпионата Африки 1996 года. Первая женщина, представлявшая Лесото на Олимпийских играх.

## Биография
Мантокоане Пицо родилась 25 мая 1975 года.
В 1991 году участвовала в чемпионате мира по лёгкой атлетике в Токио. В беге на 800 метров заняла последнее, 6-е место в четвертьфинальном забеге с результатом 2 минуты 24,63 секунды. В беге на 1500 метров заняла последнее, 12-е место в четвертьфинальном забеге (4.42,79) при одной не финишировавшей.
В 1992 году вошла в состав сборной Лесото на летних Олимпийских играх в Барселоне. В беге на 800 метров заняла в четвертьфинале последнее, 8-е место с результатом 2.29,77, уступив 28,94 секунды попавшей в полуфинал со 2-го места Марии Мутоле из Мозамбика. В беге на 1500 метров заняла в четвертьфинале 14-е место с результатом 4.39,96, уступив 29,82 секунды попавшей в полуфинал с 7-го места Мари-Пьер Дюро из Франции.
Пицо стала первой женщиной, представлявшей Лесото на Олимпийских играх.
В 1996 году завоевала серебряную медаль чемпионата Африки по марафону в Соуэто, показав результат 3 часа 2 минуты 27 секунд.
В 1997 году участвовала в чемпионате мира в Афинах. В марафонском беге не смогла завершить дистанцию.
Умерла 22 января 2006 года в Лесото.

## Личный рекорд
- Бег на 1500 метров — 4.39,96 (5 августа 1992, Барселона)[4]